# メギッラー
メギッラー（מְגִלָּה məgillāh）は、巻物を示すヘブライ語の言葉。
ハーメーシュ・メギッロート חָמֵשׁ מְגִלּוית The Five Scrolls（五つの巻物）とはユダヤ教における聖書（ミクラー、タナフ、ヘブライ聖書）の区分の一部であり、雅歌、哀歌、ルツ記、コヘレトの言葉、エステル記のことである。
単にメギッラーという場合、エステル記のことを指す。

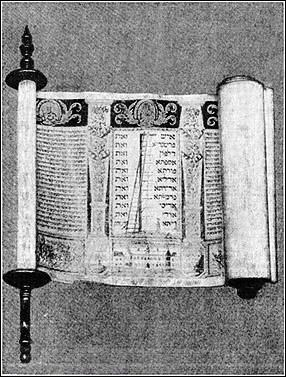
18世紀
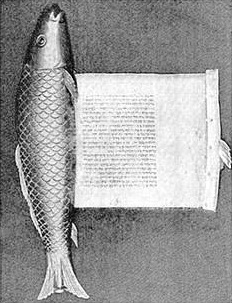
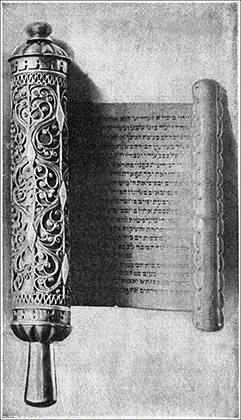
銀のケース

## マッセヘト・メギッラー
セーデル・モーエードの10巻目。ミクラー朗読、またエステル記朗読に付いて論じられている。
バビロニア・タルムードで32枚（62ページ）、エルサレム・タルムードで7枚（14ページ）。ミシュナーとトーセフターを具える。

### 構成
次の四章（chapters）からなる：
1. מגילה נקראת
2. הקורא למפרע
3. הקורא עומד
4. בני העיר

## 他のメギッラー
- メギッラト・セターリーム　Megillat setarim
- メギッラト・ユーハーシーン
- メギッラト・タアニート